# Peter Vanderkaay
Peter William Vanderkaay (Rochester Hills, 12 febbraio 1984) è un ex nuotatore statunitense.

## Carriera
Ha vinto la medaglia d'oro nella staffetta 4x200 m sl ai Giochi olimpici di Atene 2004.
È primatista mondiale con la staffetta 4x200sl statunitense.

## Palmarès
- Olimpiadi

Atene 2004: oro nella 4x200m sl.
Pechino 2008: oro nella 4x200m sl e bronzo nei 200m sl.
Londra 2012: bronzo nei 400m sl.
- Mondiali

Montreal 2005: oro nella 4x200m sl.
Melbourne 2007: oro nella 4x200m sl.
Roma 2009: oro nella 4x200m sl.
Shanghai 2011: oro nella 4x200 sl.
- Mondiali in vasca corta

Dubai 2010: argento nella 4x200m sl.
- Giochi PanPacifici

Victoria 2006: oro nella 4x200m sl.
Irvine 2010: oro nella 4x200m sl e bronzo nei 200m sl.
- Universiadi

Daegu 2003: argento nella 4x200m sl, bronzo negli 800m sl e nei 1500m sl.